# Enrico II (vescovo)
Enrico II (... – Roma, 1289) è stato principe vescovo di Trento dal 1274 al 1289.

## Biografia
Membro dell'Ordine teutonico e cancelliere di re Rodolfo I d'Asburgo, fu nominato vescovo di Trento nel settembre 1274 da papa Gregorio X per succedere a Egnone di Appiano. Arrivò in città il 16 gennaio 1275 e pochi giorni dopo, il 24 gennaio, fu incarcerato dai cittadini, istigati dal conte del Tirolo Mainardo II, che mirava al controllo del principato. Grazie però all'appoggio di alcuni signori della zona di Bolzano riuscì a essere liberato e ristabilire la propria autorità.
Mainardo riuscì però a guadagnare l'appoggio di Rodolfo e costrinse Enrico alla fuga, senza che il re intervenisse. Il vescovo nel 1278 chiese il sostegno di Padova, che inviò un podestà. Questo però risultò inviso ai cittadini, che chiamarono quindi il signore di Verona Alberto I della Scala, alleato di Mainardo. Il conte del Tirolo e i veronesi cacciarono i padovani e imprigionarono Enrico. Si giunse poi ad una pace che permise al vescovo di tornare al suo posto, ma con poteri ridotti.
Nel 1282 Enrico, nuovamente imprigionato da Mainardo, riuscì a ottenere da papa Martino IV la sua scomunica. Nel 1284 Mainardo costrinse il vescovo a cedergli per quattro anni il principato di Trento. Nel 1288 si rifiutò però di restituire il potere e, su richiesta di Enrico, fu condannato da papa Niccolò V. Enrico morì a Roma nel 1289. Gli succedette Filippo Bonacolsi.